# Dueré
Dueré est une municipalité brésilienne située dans l'État du Tocantins.